# Даніеле Гастальделло
Даніе́ле Гастальде́лло (італ. Daniele Gastaldello, 25 червня 1983, Кампозамп'єро) — італійський футболіст, захисник, відомий виступами за низку італійських клубних команд, а також за національну збірну Італії. По завершенні ігрової кар'єри — тренер.

## Клубна кар'єра
Вихованець футбольної школи клубу «Падова». Дорослу футбольну кар'єру розпочав 2000 року в основній команді того ж клубу, в якій провів два сезони, взявши участь у 21 матчі чемпіонату. 
Своєю грою за цю команду молодий захисник привернув увагу представників тренерського штабу клубу «Ювентус», до складу якого приєднався 2002 року. Пробитися до основної команди туринського клубу не зміг і за рік, у 2003, перейшов до «К'єво». В новому клубі також мав проблеми з потраплянням до головної команди і 2004 року був відданий в оренду до нижчолігового «Кротоне». Виступаючи за цю команду нарешті отримав постійну ігрову практику і зацікавив керівництво клубу Серії A «Сієна».
Перейшов до «Сієни» у 2005, провів у її складі два роки своєї кар'єри гравця. Більшість часу, проведеного у складі «Сієни», був основним гравцем захисту команди.
До складу клубу «Сампдорія» приєднався 2007 року. Відразу став ключовою фігурою у захисних побудовах генуезького клубу, відіграв у його команді протягом 8,5 років 260 матчів у всіх турнірах.
Згодом протягом двох з половиною сезонів грав за «Болонью», після чого підписав контракт з «Брешією». За цю команду відіграв три сезони, після чого 2020 року оголосив про завершення ігрової кар'єри.

## Виступи за збірні
2001 року дебютував у складі юнацької збірної Італії, взяв участь у 10 іграх на юнацькому рівні, відзначившись одним забитим голом.
Протягом 2002–2004 років залучався до складу молодіжної збірної Італії. На молодіжному рівні зіграв у 22 офіційних матчах, забив один гол.
2011 року провів свою першу і єдину гру у складі національної збірної Італії.

## Кар'єра тренера
Завершивши виступи на футбольному полі 2020 року, залишився в структурі «Брешії», увійшовши до тренерського штабу команди. Двічі, наприкінці 2020 та в лютому 2021 року, виконував обов'язки головного тренера команди, в обох випадках команда під його керівництвом провела по одній грі.
У 2021–2022 роках був помічником Паоло Ніколато у тренерському штабі молодіжної збірної Італії, після чого повернувся на аналогічну посаду в «Брешії».
| Дата       | Місто | Господарі | Результат | Гості  | Турнір           | Голи | Примітки |
| ---------- | ----- | --------- | --------- | ------ | ---------------- | ---- | -------- |
| 29/03/2011 | Київ  | Україна   | 0 – 2     | Італія | товариський матч | -    |          |
| Усього     |       | Матчів    | 1         |        | Голів            | 0    |          |